# مانجیماپ، استرالیا غربی
مانجیماپ (به انگلیسی: Manjimup) یک شهرک در استرالیا است که در استرالیای غربی واقع شده‌است.